# Финансовая политика государства
Финансовая политика государства (англ. The financial policy of the state) — политика государства по организации и использованию финансов для осуществления своих функций и задач.
Взаимодействие государства и финансового рынка многоплановы. Государство может выступать кредитором и заемщиком, устанавливать правила функционирования рынка и осуществлять повседневный контроль за ним, проводить через рынок официальную денежно-кредитную политику и более широкие экономические мероприятия. Государство может поощрять и защищать развитие финансового рынка (так, фондовые биржи в ряде стран являются государственными учреждениями). От состояния фондового рынка в значительной мере зависит устойчивое функционирование национальной экономики. Такая политика проводится через придание рынку и его составляющим организационной завершенности, стандартизации операций и жесткого контроля.